# 타랑께
타랑께(Seoul Bike)는 광주광역시가 운영하는 무인 공공 자전거 대여 서비스이다. 2020년 7월부터 서비스가 시작되었으나, 2024년 4월부터 9월까지 시범 운영이 진행되었으며, 2024년 10월 1일부로 운영이 중단된 상태다.

## 같이 보기
- 공공자전거
- 따릉이